# 上海规元

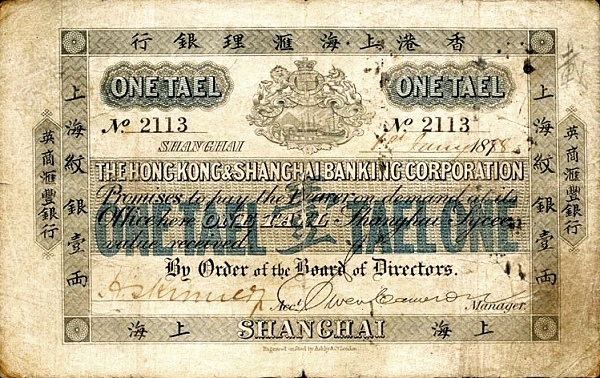
汇丰银行发行的上海规元1两纸币

上海规元，也称九八规元、豆规银，外侨称上海两，是近代上海流行的虚银两单位，在1933年废两改元之前上海金融界大多采用其作为计价和记账单位。虽然上海规元的实际单位是两，但它也是中国历史上第一个称“元”而不称“圆”的货币相关概念。

## 计算方法
上海规元是一种虚银两，即现实中并无对应规格的银两，需要从其他实银两折算而成。规元的计算通常有三个构成要件：宝银重量，一般按照申漕平；宝银成色，一般以库平足银944‰为标准；最后的习惯为98%折扣。:87现实中并没有专门用于秤量规元的平砝，一般要从其它平砝换算，晚清《沪游杂记》记载二六宝库平100两合规元109.26两，二六宝漕平100两合规元107.60两。:109:29虽然规元通常只是记账单位，并不会用于交付，但在历史上上海沙船商也以规元为标准铸造过咸丰银饼，这也是上海最早的自铸银币，另外也有规元纸币流通。1867年，英国在香港铸造上海纹银壹两银元，即合规元制作，原拟在香港流通，并希望取代规元地位，但计划未能实施。:87
根据马寅初的演讲，上海市面对规元常用的计算公式是：
-{zh-hans:{\displaystyle {\text{规 元 两 数}}={\frac {{\text{ 宝 银 两 数 }}+{\text{ 宝 银 升 水 }}}{0.98}}};zh-hant:{\displaystyle {\text{規 元 兩 數}}={\frac {{\text{ 寶 銀 兩 數 }}+{\text{ 寶 銀 升 水 }}}{0.98}}}
}-
所谓升水，是因为市面宝银成色一般高于纹银，拿去兑换纹银总会多出来几两纹银，这多出来的部分就叫升水，公式如。上海市面的升水由公估局批估决定，公估局如果认为成色不足会退回不批。上海通行二七宝50两银锭，1枚银锭升水一般在2.65两至2.75两之间。:25按照这套公式，如果申漕平1两合565.65格令（36.654克），和市面流行的宝银（重50两）换算的结果列表如下：
| 宝银类型 | 宝银升水 | 成色     | 规元两数   | 规元每两含银量 |
| -------- | -------- | -------- | ---------- | -------------- |
| 纹银     | 不適用   | 935.374‰ | 51.0204082 | 33.5994946     |
| 二四宝   | 2.4      | 980.272‰ | 53.4693878 | 33.5994963     |
| 二五宝   | 2.5      | 982.143‰ | 53.5714286 | 33.5995049     |
| 二六宝   | 2.6      | 984.013‰ | 53.6734694 | 33.5994793     |
| 二七宝   | 2.7      | 985.884‰ | 53.7755102 | 33.5994879     |
| 二八宝   | 2.8      | 987.755‰ | 53.8775510 | 33.5994965     |
| 足色宝   | 3.0      | 991.496‰ | 54.0816327 | 33.5994797     |

而在实际使用中，成色的数据存在误差，美国学者曾估计足色宝的实际含银量在987‰到989‰之间，申漕平1两通常也只有565.5格令（36.64克），因此规元每两理论含银量在517格令（33.5克）左右。根据上海国外汇兑银行公会的标准，规元成色916⅔‰，漕平合565.65格令（36.654克），每两理论含银量在518.512格令（33.5990克）左右。无论是517格令（33.5克）还是518.512格令（33.5990克）其实都没有对错之分，因为上海银行业同业公会对银两并没有明确定义，银两标准主要是由公估局确定，但公估局一般也是依照国外汇兑银行公会的标准衡量银两，因此518.512格令（33.5990克）的标准更主流。

## 汇兑
由于各地平色不同，相互之间也需要汇兑，关于规元与各地银两的汇兑关系，1923年上海《新闻报》有做如下调查：
| 地点     | 北京      | 天津       | 苏州         | 汉口         | 济南      | 重庆        | 成都         | 万县       | 南京      | 镇江      | 香港      |
| 平砝     | 京公砝    | 行化       | 补水         | 洋例         | 济平      | 九七平      | 九七平       | 九七平     | 陵平      | 二七宝    | 番平      |
| 兑换关系 | 1045:1000 | 1053:1000  | 1000:965     | 1000:969     | 缺字      | 1045:1000   | 1065:1000    | 1060:1000  | 1000:960  | 1000:937  | 1014:1000 |
| 地点     | 扬州      | 广州       | 烟台         | 宜昌         | 青岛      | 西安        | 九江         | 芜湖       | 贵阳      | 汕头      |           |
| 平砝     | 二四扬平  | 司马平     | 烟估         | 宜平         | 胶足      | 陕议平      | 二五漕平     | 芜平       | 公估平    | 直平      |           |
| 兑换关系 | 1000:939  | 882.5:1000 | 1045:1000    | 1037:1000    | 1067:1000 | 1052:1000   | 1000:932     | 1000:964.5 | 1106:1000 | 1000:1050 |           |
| 地点     | 沙市      | 樟树镇     | 淮安         | 清江         | 板浦      | 安庆        | 大通         | 杭州       | 安东      | 长春      |           |
| 平砝     | 九九沙平  | 萍银       | 二六淮平     | 二五浦平     | 二五漕平  | 二八漕平    | 二七和平     | 司库平     | 镇平      | 宽平      |           |
| 兑换关系 | 1000:940  | 964:1000   | 1055:1000    | 1059:1000    | 1066:1000 | 1111.6:1000 | 1000:940     | 1056:1000  | 1000:1180 | 缺字      |           |
| 地点     | 张家口    | 保定       | 洛阳         | 周家口       | 许州      | 信阳州      | 开封         | 大同       | 山西      | 云南      |           |
| 平砝     | 口钱平    | 保市平     | 洛平         | 南平         | 许平      | 二四漕平    | 二六汴平     | 同平       | 库平      | 滇平      |           |
| 兑换关系 | 1082:1000 | 1082:1000  | 1098.80:1000 | 1078.65:1000 | 1085:1000 | 1000:910    | 1066.67:1000 | 1088:1000  | 1096:1000 | 800:1000  |           |

### 洋厘
银两与银元之间的兑换主要通过洋厘市场。在废两改元之前，“上海规银之对于银元，无异货币之于凡百商品”，所谓洋厘即银元（大洋）合银几厘，银元也相当于规元计价的普通商品。:575上海历史上，最早有鹰洋和龙洋行情，但民国建立后袁大头逐渐成为主流，1915年、1919年分别废除了这两种行情，取而代之的是国币行情，直至1933年废两改元。理论上，洋厘价格应该基于银元与银两含银量之比，根据时人杨荫溥的分析，“洋厘的高低是上海金融市场对于规银和银元供需情形的测验器，银元供不应求时，洋厘价格便上涨”。洋厘价格大幅偏离正常价格，则会产生套利机会，经过市场调节恢复正常。

## 产生及使用
规元的产生原因尚不明确，但可以明确追溯到上海南市的豆行。一种说法是在上海开埠之前，上海交易都在南市，南市贸易以豆为最大宗，因交易频繁、现金缺乏采用。第二种说法是，豆商与东北的牛庄往来密切，现银匮乏，因此以98折求现:27。另外一种说法是，当年东北豆商在急于回乡过年，于是在年前以98折清帐:125-126。规元最初只在豆行中使用，在上海开埠之后流传到租界，逐渐成为上海华商共通的标准。 咸丰初年，上海的对外贸易还在使用西班牙银元（本洋）支付，但早在19世纪初西班牙就停止铸造本洋，因此本洋数量越来越少，价格也水涨船高，外国商人即便在欧洲也很难找到廉价本洋。1855年，英国、法国、美国驻上海领事集体要求上海道台许可使用鹰洋替代本洋流通，当时华商一方面存在囤积居奇的投机者，另一方面早就习惯规元、不愿意改换货币，因此一致反对这一要求。1856年，上海本洋稀缺、价格暴涨，价格最高时和鹰洋汇率可以达到140%，净重0.72两的本洋价格1元竟比规元1两还贵，趁着本洋与规元价格相当的时机，上海华洋商人集议交易以银两取代本洋，以规元1两合本洋1元改用规元记账，商人只需改记账单位而不需要换算便可顺利过渡到以规元结账。:27-29:23-24
1857年初，上海对外贸易统一改用规元为贸易结算单位，在鸦片、布匹、丝绸、茶叶以及外汇交易中全部采用“上海纹银”支付，本洋价格回落到正常水平，金融市场恢复稳定。当时的上海通用银两是上海租界（俗称夷场，后改洋场）制造的夷场新，即二七宝，虽然规元是通行银两的记账单位，但夷场新并不符合规元标准，因此收支都需要换算。规元作为标准银，逐渐统一了上海的货币市场，并且大大促进了上海与各地之间的贸易往来，汉口的洋例银即仿上海规元制定。民国《上海县志》记载，上海的中外银行和各类商号无不以上海规元为交易媒介，并且通过贸易逐渐影响全国，在金融市场具有相当地位。:28-30虽然民国建立以后，银两的使用日益减少，但规元仍然是长江下游通用的标准银两。1933年废两改元中，国民政府要求上海市面将银两以规元每0.715两一元的固定价格折算为银元，银两以及规元自此退出市场。:91